# 유제프 자용체크
유제프 자용체크(폴란드어: Józef Zajączek)는 폴란드의 장군이자 정치가이다. 자용체크는 폴란드-리투아니아군에서 헤트만 프란치셰크 크사베리 브라니츠키의 부관으로서 그의 경력을 시작했다. 1790년 4년 셰임에 진출하기 전까지 자용체크는 브라니츠키의 정치적 입장을 지지하였다. 자용체크는 1791년 5월 3일 헌법의 급진적 지지파가 되었다. 군사령관으로서, 자용체크는 1792년 폴란드-러시아 전쟁과 코시치우슈코 봉기에 참여했다. 1795년 제3차 폴란드 분할 이후 자용체크는 갈리치아에서 오스트리아에 붙잡혀 있다가 1년 뒤 프랑스 파리로 건너가 프랑스 혁명군에 가담했다. 이후 그는 나폴레옹 보나파르트의 대육군에 참여했으며, 러시아 원정에서 부상을 입을 때까지 대육군에 복무했다. 1815년부터 자용체크는 폴란드 입헌왕국에서 활동했으며, 폴란드 입헌왕국의 첫 나미에스트니크로 임명되었다. 